# Tudománytörténet
A tudománytörténet a tudományok keletkezésével, létrejöttével, az ókortól napjainkig tartó fejlődésével foglalkozik.
A tudományok történelme a történelmi feljegyzések azon emberi eseményekről amelyek a világ technológiai fejlődésében rész vettek. Amit pontosabban tudománynak nevezünk az a tapasztalati tudományból és az elméleti tudományból tevődik össze. 
Világunk különböző népei a kutatásaik során , különböző technikákat és módszereket fejlesztettek ki tudományos megfigyeléseikhez. Ezek összességét a tudományos módszer gyűjtőnév alá soroljuk be. A tudományok történelme átfedi a történelmi módszer, a intellektuális történelem és a társadalom történelem kategóriákat.
A 16. és a korai 17. századi tudományos-technikai forradalom indította el azoknak a tudományos módszereknek a fejlődését amik elősegítették a tudásunk bővülését. Ez a változás annyira mélyrehatónak tűnt, hogy – különösen a tudományfilozófusok és a praktizáló tudósok – úgy gondolták, hogy a korábbi ismereteink mind átgondolandók. Hagyományosan, a tudomány történészei úgy határozták meg a tudományt, hogy az körülbelül magába foglalja ezeket területeket is.
A matematika, a technológia, és a filozófia történelme más cikkekben van összefoglalva. A matematika közeli rokona a tudományoknak de mégsem tudomány (legalábbis a modern felfogás szerint).
A technológia szerepe az alkotó folyamatban, hasznos tárgyak és rendszerek tervezése, létrehozása. A filozófia abban különbözik a tudományoktól, hogy mind a természeti, mind a társadalmi része olyan elméleteket használ fel, amelyek már rögzítve vannak más tudományok által. A filozófia átfedi a tudásnak több területét is. Figyelemreméltó az etikai része. A gyakorlatban, ezen területek mindegyike a másik külső hivatkozásaként használatos.

## Tudománytörténet teóriák és szociológiák
A legtöbb tudománytörténeti probléma arra a kérdésre kereste a választ, hogy voltaképpen "mi" is a tudomány és hogyan is "működik". A tudomány szociológiája arra összpontosított, hogy a tudósok milyen módszerekkel dolgoznak. Közelebbről megvizsgálva azokat a módokat ahogyan alkotják és építik a tudományos ismereteket. Egészen 1960-ig általánosan elfogadott nézet volt a tudomány-tanulmányokban (szociológia és tudománytörténet) az, hogy hangsúlyozzák az "emberi komponenst" a tudományos ismerettel szemben, és hogy "hangsúlytalanítsák" azt a nézetet miszerint a tudományos adatok önevidensek, érték- és kontextus nélküliek.
A tudományfilozófiában nagy viták születtek a "változó elméletek" problémáiról. Az első három filozófus akik ezekkel a problémákkal foglalkoztak: Karl Popper aki a mellett érvelt, hogy a tudományos megismerés folyamatos és halmozódó; Thomas Kuhn szerint a tudományos elméletek nem egyszerűen az ismeretek tetszés szerint szűkíthető vagy bővíthatő halmazai, hanem meghatározott logikai egységek és nem feltétlenül folyamatosak; és Paul Feyerabend aki szerint soha nem érvényesülnek univerzális, tiszta, kontextusfüggetlen módszertani normák. Nincs olyan módszertani normahalmaz, amely már számos elméletet meg ne sértett volna .
Egészen Kuhn, A tudományos forradalmak szerkezete (1962) c. írásának – a megjelenéséig, sok vita folyt arról a kérdésről, hogy mit is jelent a "tudományos objektivitás". Gyakran, de nem mindig, a tudományok "igazságáról" alkotott elméletek túllépték a tudományos közösség határait, valóságos "tudományos háborúkat" vívtak egymással.

## Kísérletek előtti "tudomány"
Nyugaton, az ókortól egészen a tudományos forradalmakig, a világról alkotott fejtegetések természetfilozófia névvel voltak megjelölve, művelői pedig a természetfilozófusok nevet viselték. Ezek a tudományok olyan ágakat is tartalmaztak amelyek a mai értelemben nem nevezhetők tudománynak. Bertrand Russell: A Nyugati Filozófia Története című műve részletes leírást ad az antik természetfilozófiáról.
Arisztotelész, egyike a legjellegzetesebb antik természetfilozófusoknak. Több megfigyelést is tett a természet dolgairól, főleg a növények és az állatok terén. Arisztotelész inkább a kategorizálást tartotta fontosnak, de tett több megfigyelést például a csillagászatban, fizikában is; például Phisica (Fizika) vagy a De caelo (az égboltról), vagy a De Anima(a lélekről) művében.

## Korai kultúrák
A történelem előtti időkben a tudást szájhagyomány révén adták át generációról generációra. Az írás megjelenésével és egyre nagyobb elterjedésével a meglévő tudást összegyűjtötték és így pontosabban adhatták tovább. Összekötve az írástudást és a mezőgazdaság fejlődését, ami több élelem termelését tette lehetővé, a korai társadalmaknak lehetőségük nyílt arra, hogy tovább fejlődjenek mert több időt tudtak fordítani más feladatokra.
Sok ősi civilizáció komoly csillagászati ismeretekre tett szert csupán egyszerű megfigyelések révén. Azonban nem volt mélyrehatóbb ismeretük a bolygók valódi fizikai felépítéséről, és inkább elméleti magyarázatok keletkeztek.
A pszichológia alapjait is megtaláljuk több ókori népnél, és az alkímia is igen népszerű tudomány volt. Jelentős megfigyelések voltak a flóra és a fauna terén is.

## Tudomány Kínában
Köszönhetően Joseph Needhamnak a kínai technológia nagy részét felfedezték. Sok más dolog közt a Kínaiak találták fel a puskaport, a körzőt, a papírsárkány, a léggömböt, a nyomtatást és sok mást is. Továbbá jelentősen hozzájárultak a matematika, a logika, a csillagászat, az orvoslás, és sok más tudomány ismereteinek bővítéséhez is.

## Tudományos nézőpont a reneszánszban

### Optika
Roger Bacon indította azon polihisztor gondolkodók sorát, akik a „világ megfejtésén” munkálkodtak. A gömbtükröket már az ókorban ismerték, azonban csak a XIII. században kezdődött meg gyakorlati kutatásuk arra, hogy optikailag közelebb hozzák a környezet látványát az emberi szem számára. Ezzel a felfedezéssel éppen párhuzamosan kezdett fejlődni egy másik képalkotási eljárás is, mely nem más, mint a fényképezés. S ez az a terület, mely ismét reflektorfénybe helyezte az emberi látószervet és annak felépítését. Szinte nem is meglepő, hogy a reneszánsz talán leghíresebb embere, Leonardo Da Vinci is kivette a részét a fénytanról alkotott elméletek gyarapításában. Ő egy „sötét kamrának” nevezett eszköz által megjelenített képrögzítési eljárás működési elvéhez hasonlatosnak írta le a szemlencsén szintúgy beszűrődő fény hatását. Továbbá ő vette észre elsőnek a fényelhajlást és írta le egészen pontosan a fénytörést. Vizsgálódásainak eredményeire alapozva azt az álláspontot képviselte, hogy fény-, hang- és vízhullámok ugyanolyan mozgási törvényeknek engedelmeskednek.

### Weboldalak
- Kelemen Gyula: Tudomány- és technikatörténet
- A History of Science, Vols 1–4 Archiválva 1999. október 6-i dátummal a Wayback Machine-ben, online text
- MIT STS.002 – Toward the Scientific Revolution Archiválva 2011. július 9-i dátummal a Wayback Machine-ben. From MIT OpenCourseWare, class materials for the history of science up to and including Isaac Newton.
- MIT STS.042 – Einstein, Oppenheimer, Feynman: Physics in the 20th Century Archiválva 2011. június 29-i dátummal a Wayback Machine-ben. Class materials for the history of physics in the 20th century.
- Contributions of 20th century Women to Physics ("CWP")
- The official site of the Nobel Foundation. Features biographies and info on Nobel laureates
- The Institute and Museum of the History of Science in Florence, Italy
- Vulgo, 1999/1 Georges Canguilhem: A tudománytörténet tárgya